# Constel·lació de la Lira
La Lira (Lyra) és una de les 88 constel·lacions modernes i una de les 48 constel·lacions ptolemaiques. Es tracta d'una constel·lació petita, però la seva estrella principal, Vega, és una de les més brillants del cel. Vega és un els vèrtexs de l'asterisme del Triangle d'estiu.

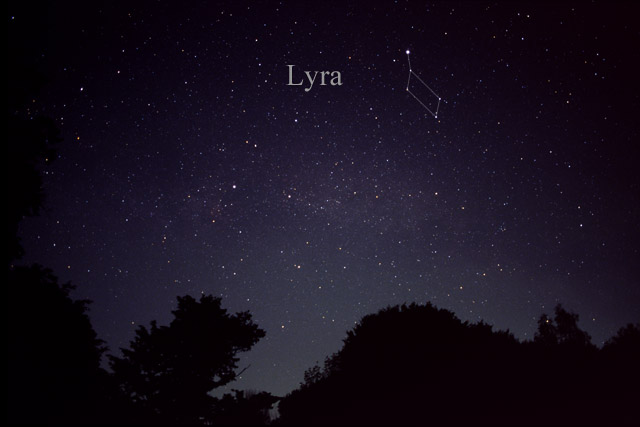
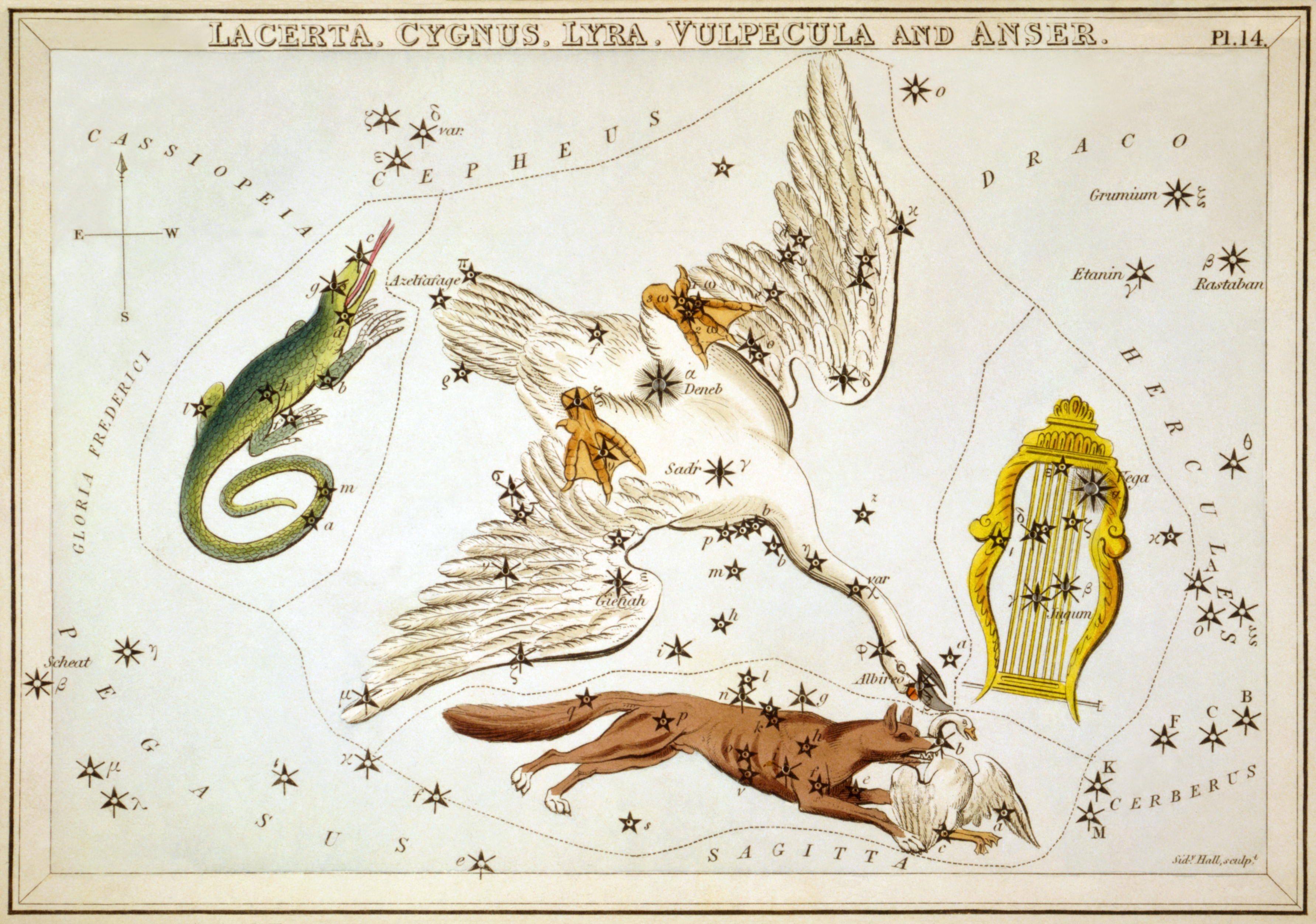

## Característiques
Lyra limita al sud amb Guineueta, a l'oest amb Hèrcules, al nord amb Dragó i a l'est amb Cigne. Amb una superfície de 286,5 graus quadrats, ocupa el lloc 52 de les 88 constel·lacions modernes en grandària. Apareix prominentment al cel boreal durant l'estiu de l'hemisferi nord, i tota la constel·lació és visible durant almenys part de l'any per als observadors al nord de la latitud 42°S. El seu asterisme principal consta de sis estrelles, i 73 estels en total són més brillants que la magnitud 6,5. Els límits de la constel·lació, establerts per l'astrònom belga Eugène Delporte el 1930, estan definits per un polígon de 17 costats. Al sistema de coordenades equatorials, les coordenades d'ascensió recta d'aquests límits se situen entre 18h 14m  i 19h 28m , mentre que les coordenades de declinació se situen entre una declinació de +25. 66 i +47.71. La Unió Astronòmica Internacional (IAU) va adoptar l'abreviatura de tres lletres "Lyr" per a la constel·lació el 1922.

## Estrelles principals

### Vega(α Lyrae)
Vega (α Lyrae), 'el voltor' en àrab, és l'estrella més brillant de la constel·lació de Lyra i és la cinquena estrella més brillant del cel. Vora 3 vegades més massiva que el Sol, Vega és una estrella blanca 50 vegades més lluminosa que aquest. És bastant pròxima al sistema solar, a uns 25 anys llum.
Amb una magnitud aparent quasi nul·la (0,03), el seu color i la seva proximitat en fan una estrella ideal per a l'observació i Vega ha servit d'estàndard per a la mesura de l'índex «BV» d'altres estrelles, que determina el seu color amb precisió.
Per la precessió dels equinoccis, Vega serà l'estrella polar en uns 10.000 anys.
Vega, amb Altair (α Aguilae) i Deneb (αCygni), forma l'asterisme del Triangle d'Estiu.

### Altres estrelles
Sheliak (β Lyrae) —'l'Harpa' en àrab— és el prototip d'una classe d'estrelles variables anomenades del tipus β Lyrae. Aquests estels són, de fet, estrelles dobles en les quals els components s'eclipsen mútuament a intervals regulars i que són prou a prop l'una de l'altra per a ser seriosament deformades per les forces de marea. En el cas de Sheliak, els dos components orbiten en 12 dies i projecten regularment filaments de gas calent.
δ Lyrae és una estrella triple. Els dos primers components es poden separar fàcilment amb uns prismàtics i es pot veure el bell contrast entre el color blau d'una i vermell l'altra.
ε Lirae és molt coneguda per ser una doble doble: ε ¹ i ε ² són totes dues estrelles dobles en les quals els membres estan separats per 140 ua. ε ¹ i ε ² disten al voltant de 10.000 ua i és difícil dir si les dues parelles orbiten realment l'una a l'entorn de l'altra. Les quatre estrelles són similars, estrelles blanques unes dues vegades més massives que el Sol.

## Estrelles amb planetes

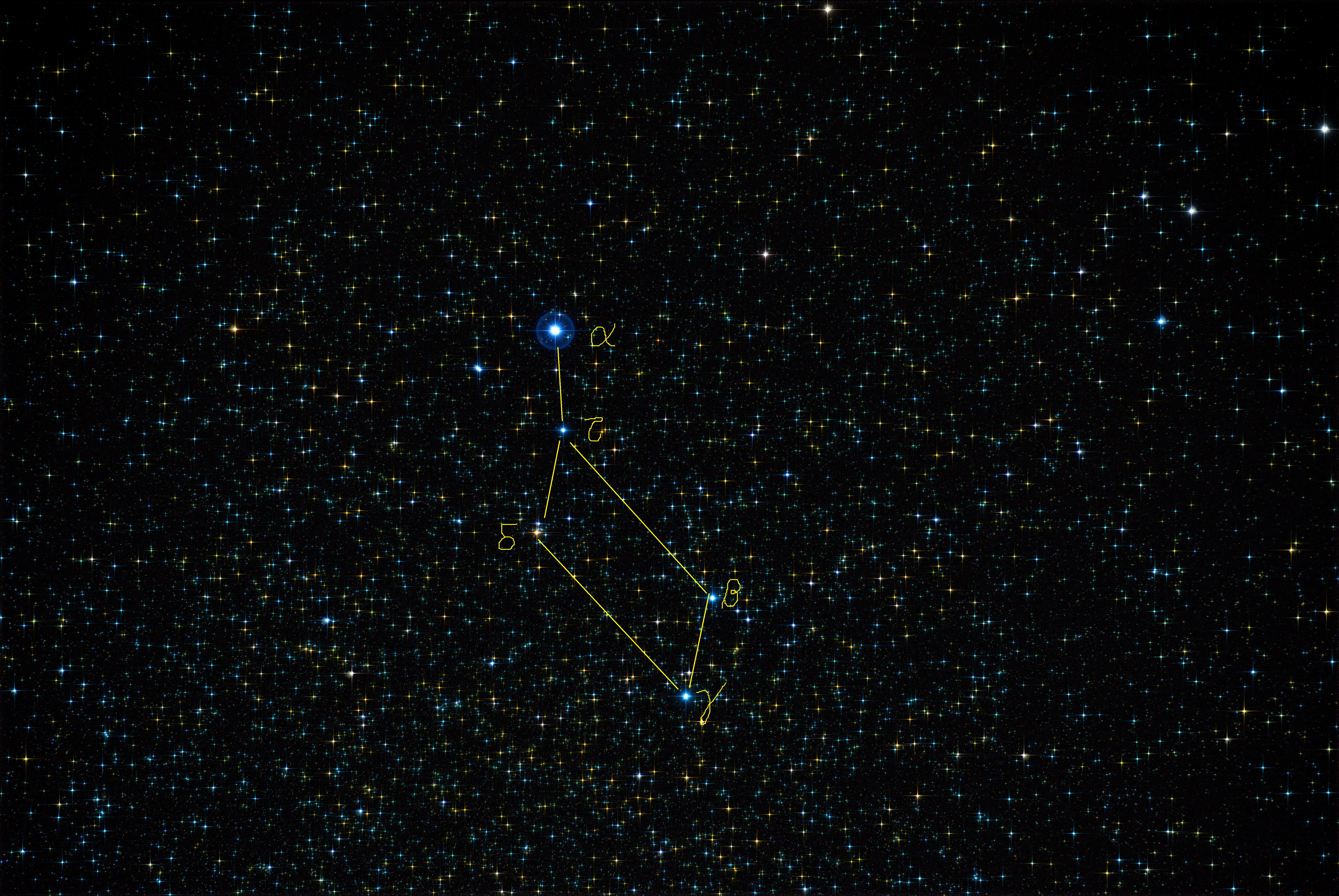
La constel·lació de Lyra, millorada en color i contrast. Les cinc estrelles més brillants estan etiquetades

El cartògraf alemany Johann Bayer va utilitzar les lletres gregues alfa fins a nu per etiquetar les estrelles més destacades de la constel·lació. L'astrònom anglès John Flamsteed va observar i va etiquetar dues estrelles cadascuna com delta, epsilon, zeta i nu. Va afegir pi i rho, no utilitzant xi i omicron ja que Bayer utilitzava aquestes lletres per denotar Cygnus i Hercules al seu mapa.
L'estrella més brillant de la constel·lació és Vega (Alfa Lyrae), una estrella de seqüència principal de tipus espectral A0Va. A només 7,7 parsecs de distància, Vega és una variable Delta Scuti, que varia entre magnituds -0,02 i 0,07 al llarg de 0,2 dies. De mitjana, és la segona estrella més brillant de l'hemisferi nord (després d'Arcturus) i la cinquena estrella més brillant en total, només superada per Arcturus, Alpha Centauri, Canopus i Sirius. Vega va ser l'estrella polar l'any 12.000 aC, i tornarà a ser-ho al voltant del 14.000 dC.
Vega és una de les més magnífiques de totes les estrelles, i ha estat anomenada "possiblement l'estrella més important del cel després del Sol". Vega va ser la primera estrella diferent del Sol a ser fotografiada, així com el primer a tenir un clar espectre registrat, mostrant línies d'absorció per primera vegada. L'estrella va ser la primera estrella de seqüència principal única diferent del Sol de la qual es va saber que emetia raigs X, i està envoltat per un disc de deixalles circunestelar, similar al Cinturó de Kuiper. Vega forma una cantonada del famós asterisme Triangle d'estiu; juntament amb Altair i Deneb, aquestes tres estrelles formen un triangle prominent durant l'estiu de l'hemisferi nord.
Vega també forma un vèrtex d'un triangle molt més petit, juntament amb Epsilon i Zeta Lyrae. Zeta forma una àmplia estrella binària visible amb prismàtics, consistent en una estrella Am i una Tipus F subgegant. L'estrella Am té una companya propera addicional, de manera que el nombre total d'estrelles del sistema ascendeix a tres. Epsilon és una binària ampla més famosa que fins i tot pot separar-se a simple vista en condicions excel·lents. Ambdós components són al seu torn binàries properes que es poden veure amb telescopis formades per A- i estrelles de tipus F, i recentment s'ha descobert que una estrella feble també orbita al voltant de la component C, cosa que fa un total de cinc estrelles.
| Estrella        | Planeta     | Distància (anys llum) | Descoberta |
| --------------- | ----------- | --------------------- | ---------- |
| HD 177830       | HD 177830 b | 192.4                 | 1999       |
| HD 178911       | HD 178911b  | 152.4                 | 2001       |
| GSC 02652-01324 | TrES-1      | 500.0                 | 2004       |
| Vega            | Vega b      | 26.0                  | 1998       |

### Taula de les estrelles de Lira
| Estrella         | Magnitud aparent | Magnitud absoluta | Distància (anys llum) | Tipus espectral |
| ---------------- | ---------------- | ----------------- | --------------------- | --------------- |
| Vega (α Lyr)     | 0,03             | 0,58              | 25                    | A0Vvar          |
| Sulafat (γ Lyr)  | 3,25             | -3,20             | 635                   | B9III           |
| Sheliak (β Lyr)  | 3,52             | -3,64             | 882                   | A8:Vcomp SB     |
| 13 Lyr           | 4,08             | -1,07             | 350                   | M5IIIvar        |
| δ² Lyr           | 4,22             | -2,98             | 899                   | M4IIvar         |
| κ Lyr            | 4,33             | 0,02              | 238                   | K2IIIvar        |
| ζ¹ Lyr           | 4,34             | 0,97              | 154                   | Am              |
| θ Lyr            | 4,35             | -2,51             | 769                   | K0II            |
| Aladfar (η Lyr)  | 4,43             | -3,09             | 1042                  | B2.5IV          |
| HR 7064          | 4,83             | 0,39              | 252                   | K3III           |
| λ Lyr            | 4,94             | -3,43             | 1539                  | K3III           |
| 16 Lyr           | 5,00             | 2,04              | 128                   | A7V             |
| ε¹ Lyr           | 5,06             | 1,58              | 162                   | F1V             |
| Alathfar (μ Lyr) | 5,11             | -0,55             | 441                   | A3IVn           |
| ε² Lyr           | 5,14             | 1,68              | 160                   | A8Vn            |
| HR 7162          | 5,20             | 4,32              | 49                    | G0V             |
| 17 Lyr           | 5,20             | 2,16              | 132                   | F0V             |
| ν² Lyr           | 5,22             | 0,90              | 238                   | A3V             |
| ι Lyr            | 5,25             | -1,78             | 832                   | B6IV            |
| HR 7181          | 5,26             | 0,12              | 349                   | K2III           |
| ε² Lyr           | 5,37             | 1,91              | 160                   | F0Vn            |
| HR 6997          | 5,41             | -0,61             | 522                   | B8II-IIIp...    |
| HR 7146          | 5,46             | 0,89              | 268                   | G8III           |
| HR 6968          | 5,47             | 0,22              | 366                   | B8IV            |

N.B.: Els valors numèrics provenen de les dades mesurades pel satèl·lit Hipparcos.

## Objectes celestes
A la constel·lació de Lira, hi ha la famosa nebulosa planetària anular M57, anomenada nebulosa de l'Anell, a mig camí entre β i γ Lyrae. L'anell és, de fet, un núvol de gas ejectat per una estrella central. Malgrat ser tan coneguda, és difícil de veure amb un telescopi petit i l'estrella central és invisible, llevat que se n'usi un de gran potència.

## Història
Lira és una constel·lació antiga. Les civilitzacions antigues de l'Orient Mitjà i de l'Índia hi veien un voltor. Els astrònoms grecs hi veien una lira i les cartes més antigues la representaven generalment amb les urpes d'un voltor.
Lira és la Lira d'Orfeu, de qui es diu que feia una música tan encantadora que fins i tot els animals s'aturaven a escoltar. Orfeu va ser un dels Argonautes que van acompanyar a Jàson en l'expedició a la recerca del Velló d'or. Quan va morir Eurídice, la dona d'Orfeu, aquest va aconseguir convèncer Hades i Persèfone, ambdós déus de l'inframón, perquè la deixessin tornar al món dels vius amb ell. Ells van accedir amb la condició que Orfeu no mirés enrere, però un temor que l'enganyessin i que ella no estigués darrere seu, va fer que tornés la vista abans de sortir, per la qual cosa ella va haver de quedar-se amb els morts i Orfeu s'hi va quedar per sempre amb ella. Zeus va convertir la seva lira després en una constel·lació.

### Mitologia
Dins la mitologia, la constel·lació de Lira és la lira d'Orfeu.
Quan encara era un nen, Orfeu rebé de son pare, Apol·lo, una lira. Amb el temps, Orfeu es va convertir en poeta i músic, i era el millor dels cantants. Sonava i cantava tan bé que amansia les feres i àdhuc els arbres s'inclinaven per poder-lo escoltar.
Estava molt enamorat de la seva esposa, Eurídice, però un dia aquesta va trepitjar una serp verinosa, que li va mossegar el peu. Orfeu restà tan desesperat que prengué la determinació d'anar als inferns per cercar-la.
Per anar als inferns, cal travessar la llacuna Estígia amb la barca de Caront. Aquest no volgué emportar-se Orfeu, car aquest encara era viu, però Orfeu l'encisà amb el seu cant i aconseguí arribar a l'altra vora.
La porta d'entrada del país dels difunts estava guardada per Cèrber, el gos de tres caps. Orfeu amansí el gos i pogué passar-hi. Els reis de l'infern, Hades i Persèfone van quedar encisats davant el cant d'Orfeu i li permeteren emportar-se la seva muller, però amb una condició: no podia parlar amb ella ni mirar-la fins que no haguessin sortit al món exterior.
Orfeu va fer tot el camí sense mirar Eurídice, però al darrer moment, quan ja eren a la vora de la llacuna Estígia, tement que Hades l'hagués enganyat, es va girar per mirar-la, i en aquell moment ella va desaparèixer.
Orfeu, desolat, es dedicà a vagar pel món, lamentant-se per haver perdut Eurídice, cantant i sonant músiques tristes amb la seva lira. No va voler estar amb cap dona més; això va enfurismar un grup de bacants que, quan es van sentir rebutjades, el van matar. Apol·lo, son pare, va convertir les dones en roures i elevà la seva lira al cel, convertida en la constel·lació de Lira.
El cos d'Orfeu va ser enterrat al peu del mont Olimp, en un lloc on els rossinyols hi canten amb un so més dolç.